# Padel-Weltmeisterschaft
Die Padel-Weltmeisterschaft (offiziell FIP World Padel Championships) ist die Weltmeisterschaft für Damen und Herren im Padel. Sie findet seit 1992 jedes zweite Jahr statt. Sie wird organisiert durch die International Padel Federation.

## Format
Das Turnier besteht aus einer Gruppen- und einer K.-o.-Phase. In der Gruppenphase spielen jeweils vier Mannschaften in vier Gruppen im Round-Robin-Modus. Die beiden besten Teams jeder Gruppe erreichen die K.-o.-Phase mit dem Viertelfinale,.Es folgt das Halbfinale und schließlich das Finale. Alle Plätze werden ausgespielt.

## Turniere im Überblick
| Jahr         | Gastgeber Spielorte                                              |                          | Herren                   | Herren     | Herren      |             | Damen      | Damen | Damen |
| Jahr         | Gastgeber Spielorte                                              | Gold                     | Silber                   | Bronze     | Gold        | Silber      | Bronze     |       |       |
| 1992         | Spanien Madrid, Sevilla                                          | Argentinien              | Spanien                  | Uruguay    | Argentinien | Spanien     | Uruguay    |       |       |
| 1994         | Argentinien Mendoza                                              | Argentinien              | Spanien                  | Uruguay    | Argentinien | Spanien     | Uruguay    |       |       |
| 1996         | Spanien Madrid                                                   | Argentinien              | Spanien                  | Brasilien  | Argentinien | Spanien     | Uruguay    |       |       |
| 1998         | Argentinien Mar del Plata                                        | Spanien                  | Argentinien              | Brasilien  | Spanien     | Argentinien | Uruguay    |       |       |
| 2000         | Frankreich Toulouse                                              | Argentinien              | Spanien                  | Brasilien  | Spanien     | Argentinien | Brasilien  |       |       |
| 2002         | Mexiko Mexiko-Stadt                                              | Argentinien              | Spanien                  | Brasilien  | Argentinien | Spanien     | Mexiko     |       |       |
| 2004         | Argentinien Buenos Aires                                         | Argentinien              | Spanien                  | Brasilien  | Argentinien | Spanien     | Brasilien  |       |       |
| 2006         | Spanien Murcia                                                   | Argentinien              | Brasilien                | Spanien    | Argentinien | Spanien     | Brasilien  |       |       |
| 2008         | Kanada Calgary                                                   | Spanien                  | Argentinien              | Brasilien  | Argentinien | Spanien     | Brasilien  |       |       |
| 2010         | Mexiko Riviera Maya                                              | Spanien                  | Argentinien              | Brasilien  | Spanien     | Argentinien | Brasilien  |       |       |
| 2012         | Mexiko Riviera Maya                                              | Argentinien              | Brasilien                | Paraguay   | Argentinien | Brasilien   | Frankreich |       |       |
| 2014         | Spanien Palma de Mallorca                                        | Argentinien              | Spanien                  | Paraguay   | Spanien     | Argentinien | Italien    |       |       |
| 2016         | Portugal Cascais                                                 | Argentinien              | Spanien                  | Brasilien  | Spanien     | Argentinien | Brasilien  |       |       |
| 2018         | Paraguay Asunción                                                | Finale nicht ausgetragen | Finale nicht ausgetragen | Brasilien  | Spanien     | Argentinien | Italien    |       |       |
| 2021         | Katar Khalifa International Tennis and Squash Complex (Doha)     | Spanien                  | Argentinien              | Brasilien  | Spanien     | Argentinien | Italien    |       |       |
| 2022         | Vereinigte Arabische Emirate Aviation Club Tennis Centre (Dubai) | Argentinien              | Spanien                  | Frankreich | Spanien     | Argentinien | Italien    |       |       |
| 2024 Details | Katar Khalifa International Tennis and Squash Complex (Doha)     | Argentinien              | Spanien                  | Portugal   | Spanien     | Argentinien | Italien    |       |       |